# カルロマン2世 (西フランク王)
カルロマン2世（フランス語: Carloman II 在位：866年 - 884年12月12日）は、西フランク王国（カロリング朝）の国王（在位：879年 - 884年）。ルイ2世（吃音王）と最初の妃アンスガルドの息子。異母弟にシャルル3世がいる。

## 生涯
879年、父王ルイ2世の崩御をうけ、兄ルイ3世とともに即位した。何人かの貴族は単独の王を選ぶべきだと主張したが、結局ルイ3世とカルロマン2世がともに王に選出された。その正当性に疑問も投げかけられたものの2人の即位は承認され、彼らは880年3月にアミアンで父の遺領を分割した。カルロマン2世はブルゴーニュとアキテーヌを相続した。
しかしプロヴァンス公ボソは2人に対する忠誠を拒否し、プロヴァンス王に選ばれた。880年の夏、ルイ3世とカルロマン2世はボソに対して兵を動かし、ボソの領地の北部とマコンを奪った。さらに2人は8月から11月にかけて東フランク王カール3世（肥満王）とともにヴィエンヌを包囲したが、失敗した。882年の夏、オータン伯リシャールによる包囲の後ヴィエンヌを奪った。
同じく882年8月に兄のルイ3世が崩御したため、カルロマン2世は単独の王となった。しかし、王国はノルマン人の侵入などにより悲惨な状態だった。また、封建制の領主に対する嫌悪から彼の権力は極めて限定されたものだった。
カルロマン2世は884年12月12日に狩猟中の事故が原因で崩御した。王位は東フランク王であったカール3世がシャルル3世として継承した。